# 渋民バイパス
渋民バイパス（しぶたみバイパス）は、岩手県盛岡市を通る国道4号（国道281号重複）のバイパス道路である。

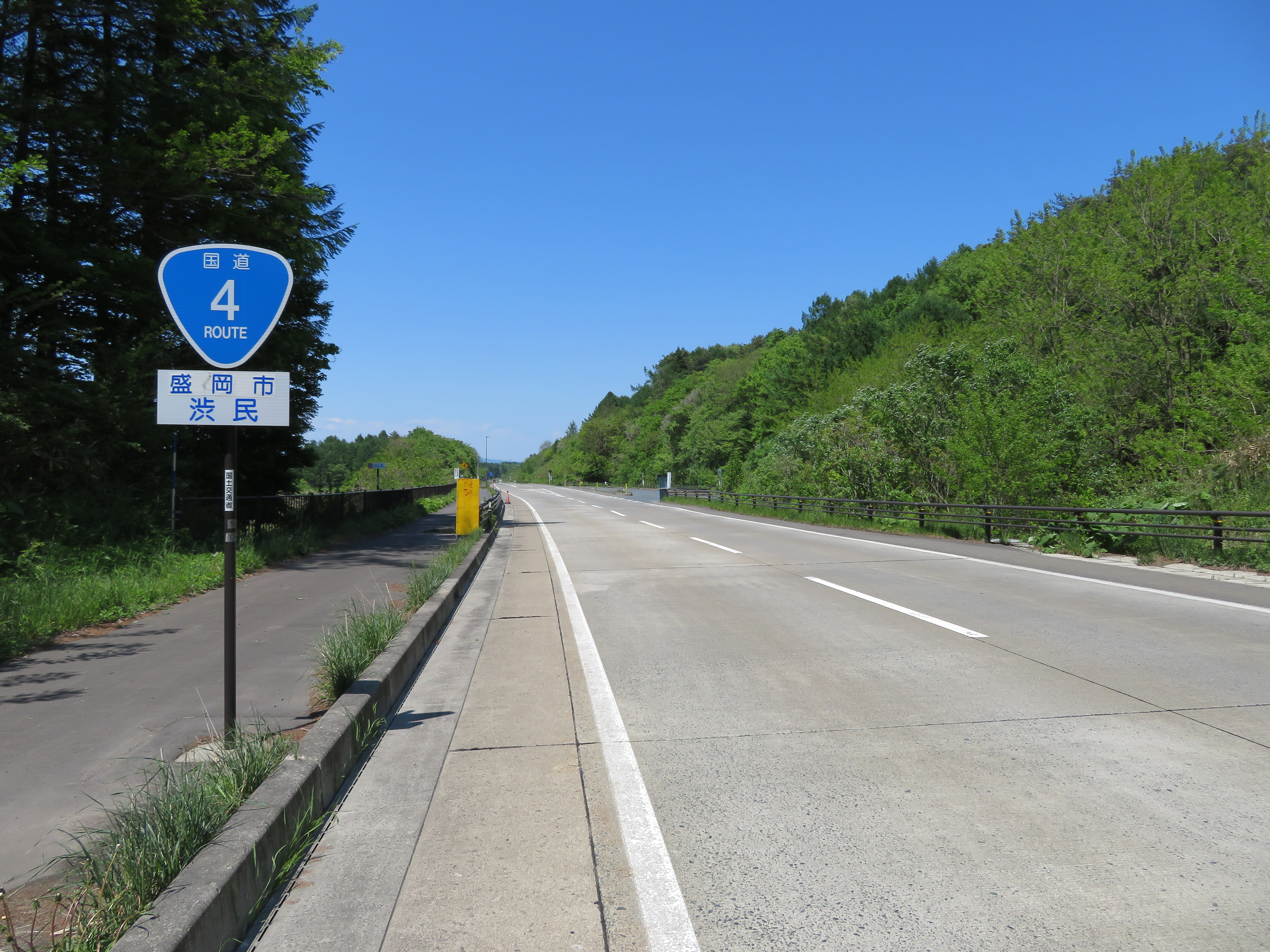
盛岡市渋民付近

## 概要
国道4号は、盛岡市渋民において住宅や商店が密集する地域を通過しているため、一部歩道が未整備であったり、あるいは整備されていても幅が狭い箇所が多く、大型車両急増に伴う沿線環境の悪化が懸念されていた。さらに盛岡市役所玉山総合事務所口（啄木記念館前）T字路は当時右折車線がなく、渋滞が慢性化する主要ポイントにも挙げられていた。
沿線では夜間の騒音レベルが現道全区間で環境基準を超過したほか、交通事故（主に追突によるもの）の件数も国道4号の岩手県内の平均死傷事故率（45.3 件／億台キロ）を越える区間が12箇所存在するなど、バイパス整備による国道4号現道区間の環境向上は急務であった。
このため建設主体を国土交通省東北地方整備局・岩手河川国道事務所として1986年度より事業着手し、1990年度に用地買収に、1996年度には商業施設などが密集する起点側2.5kmで工事に先行着手した。2004年12月に先行区間が暫定開通してからは残りの終点側3.1kmも埋蔵文化財等を経て工事着手した。こちらは当初2015年3月中に全通する予定だったが、2014年12月の調査で「BP終点部（盛岡市玉山区馬場字状川原地区の現道接続箇所）において舗装強化工事が必要」となった事から全通は当初の計画より約1ヶ月遅れ、着工から29年の歳月を経て2015年4月12日14時に全線開通した。
岩手河川国道事務所では全通により旧道の混雑緩和と共に通過交通をはじめ車両の移動時間が従前より8分短縮され、物流効率化による経済効果は年間5億円と試算。2016希望郷いわて国体開催時には選手・役員移動時間短縮などの効果も期待されている。また、バイパスは現在暫定2車線での供用となっているが、交通量のさらなる増加を見越し、将来的には東側にもう2車線追加し、分離帯付きの片側2車線道路となる予定。全体事業は2010年時点で130億円を見込む。
なお、渋民地区土地区画整理事業「サンタウン渋民」造成に合わせて国道4号現道の渋滞ポイントであった啄木記念館前交差点は道路拡幅と右折車線追加工事を実施したが、この工事の完成は皮肉にも渋民バイパス部分開通後の事である。

### 路線データ
- 起点：岩手県盛岡市渋民字船田（渋民B.P.南口交差点、岩手県道169号渋民川又線交点[注釈 1]）
- 終点：岩手県盛岡市玉山馬場字川原（岩手県道129号好摩停車場線交点）
- 延長：L=5.6 km
- 規格：第3種1級
- 道路幅員：W=暫定13.5 m（完成W=26.0 m）
- 車線数：暫定2車線（完成4車線）
- 車線幅員：W=3.5 m
- 設計速度：V=80 km/h

## 歴史
- 1986年度：事業着手
- 1990年度：用地取得に着手
- 1991年度：都市計画決定
- 1996年：起点の玉山村（現・盛岡市）大字渋民字大前田（渋民B.P.南口交差点）から同渋民字鵜飼（渋民B.P.北口交差点（JA-SSガソリンスタンド・イオンスーパーセンター盛岡渋民店前））までの2.5 km区間で工事着手
- 2004年12月18日：同区間2.5 kmが暫定2車線で部分開通。
- 2015年4月12日：14時に盛岡市玉山区渋民字大鵜飼から同区馬場字川原までの3.1 km区間が暫定2車線で開通し、事業着手から29年を経て全線開通。
- 2016年4月1日：並行する旧道区間が国道指定より外され「岩手県道129号好摩停車場線」および「岩手県道301号渋民田頭線」へそれぞれ移管（花輪線と並行している旧岩手県道199号大更好摩線は県道301号に吸収合併され廃止）。

## 路線状況

### 道路施設

#### 道の駅
- もりおか渋民（盛岡市）